# Crytek UK
Crytek UK (voorheen Free Radical Design) was een Brits computerspelontwikkelaar. Het bedrijf was gevestigd in Nottingham en is bekend van hun bijdrages aan de TimeSplitters en Crysis-serie.

## Geschiedenis
Free Radical Design werd in 1999 opgericht door ex-medewerkers van Rare. Ze zouden uiteindelijk drie spellen in de TimeSplitters-serie, Second Sight en Haze ontwikkelen. Op 18 december 2008, na onder andere tegenvallende resultaten van Haze, werd bekendgemaakt dat Free Radical Design de deuren zou moeten sluiten. Uiteindelijk werd besloten dat het bedrijf zich nog enkel zou bezighouden met administratie waardoor 40 (van de toen 185) personeelsleden hun baan konden behouden.
In 2009 nam het Duitse Crytek de studio over en werd Free Radical Design omgedoopt tot Crytek UK. Zij assisteerden Crytek Frankfurt bij de ontwikkeling van de multiplayer van Crysis 2 en het vervolg, Crysis 3. In 2011 begon de studio met de ontwikkeling van een vervolg op Homefront, een first-person shooter ontwikkeld door Kaos Studios. Crytek had de rechten van het intellectuele eigendom verkregen en het spel zou uitgegeven worden door Deep Silver. In juli 2014 werd bekendgemaakt dat Crytek UK gesloten zou worden en de rechten voor Homefront: The Revolution verkocht werden aan Deep Silver. In Nottingham werd daarna door Deep Silver Deep Silver Dambuster Studios opgericht, een nieuwe studio waar veel ex-werknemers van Crytek UK aangenomen werden.

## Ontwikkelde spellen

### Als Free Radical Design
| Release | Titel                         | Platform                               | Uitgever          |
| ------- | ----------------------------- | -------------------------------------- | ----------------- |
| 2000    | TimeSplitters                 | PlayStation 2                          | Eidos Interactive |
| 2002    | TimeSplitters 2               | GameCube, PlayStation 2, Xbox          | Eidos Interactive |
| 2004    | Second Sight                  | GameCube, PlayStation 2, Windows, Xbox | Codemasters       |
| 2005    | TimeSplitters: Future Perfect | GameCube, PlayStation 2, Xbox          | Electronic Arts   |
| 2008    | Haze                          | PlayStation 3                          | Ubisoft           |

### Als Crytek UK
| Release | Titel    | Platform                         | Uitgever        | Noot                                      |
| ------- | -------- | -------------------------------- | --------------- | ----------------------------------------- |
| 2011    | Crysis 2 | PlayStation 3, Windows, Xbox 360 | Electronic Arts | Crytek UK ontwikkelde de multiplayermodus |
| 2013    | Crysis 3 | PlayStation 3, Windows, Xbox 360 | Electronic Arts | In samenwerking met Crytek Frankfurt      |